# Gloeosporium limetticola
Gloeosporium limetticola är en svampart som beskrevs av R.E. Clausen 1912. Gloeosporium limetticola ingår i släktet Gloeosporium och familjen Dermateaceae.   Inga underarter finns listade i Catalogue of Life.